# Wanda Bottesi
Wanda Bottesi (* 26. September 1923; † 2. November 2008) war eine österreichische Gerechte unter den Völkern aus Innsbruck.
Sie rettete im Sommer 1944 die beiden Jüdinnen Leokadia Justman-Wisńicki und Mirjam Fuchs vor der Verschickung in ein Konzentrationslager.
Zuerst nahm sie die beiden in ihrer Wohnung in der Ingenieur-Etzel-Straße 28 auf und versteckte sie dort wochenlang. Ein Bekannter Bottesis, Polizeiinspektor Anton Dietz, besorgte gefälschte Papiere, welche die beiden als christliche Polinnen ausgaben. So konnten Leokadia Justman und Mirjam Fuchs in Salzburg bis Kriegsende als polnische Fremdarbeiterinnen überleben.